# Francis Nana Djomou
 (janvier 2022).
Francis Nana Djomou est un chef d'entreprise camerounais, entrepreneur et administrateur de plusieurs organisations et entreprises.

## Biographie
Francis Nana Djomou est né à Bangou dans l’ouest du Cameroun. Il se lance comme entrepreneur dans les années 1990.
Avec son entreprise, Biopharma, créé en 2001 et présent dans 22 pays, Francis Nana Djomou investit le secteur agroalimentaire et du tourisme. 
Il est présent dans les boissons,. Avec Elim Beverage and Food SA, une unité de production de jus naturels annoncé en 2015, il essaie d'entrer dans le marché des boissons. Avec « Jumbo », une marque de bouillon culinaire, il a essayé de concurrencer « Cube Maggi » de Nestlé sur le marché local, un projet finalement abandonné en 2019,,,,. 
À Bangou, sur 20 ha de terres appartenant au domaine familial, il construit l’un des plus grands villages de vacances du Cameroun, le village vacances de Bangou : 80 bungalows, des lacs artificiels, agriculture biologique, un jardin botanique, un zoo, une ferme pédagogique, des centres d’équitation, de remise en forme et de conférences, des terrains de football, de basket-ball et de tennis pour des compétitions de haut niveau.